# 白山神社 (新居浜市)
白山神社（はくさんじんじゃ）は、愛媛県新居浜市中村にある神社。

## 祭神
主祭神
- 伊弉諾命*伊弉冉命*菊理媛命[1]

相殿
- 大己貴命*少彦名命

## 概略

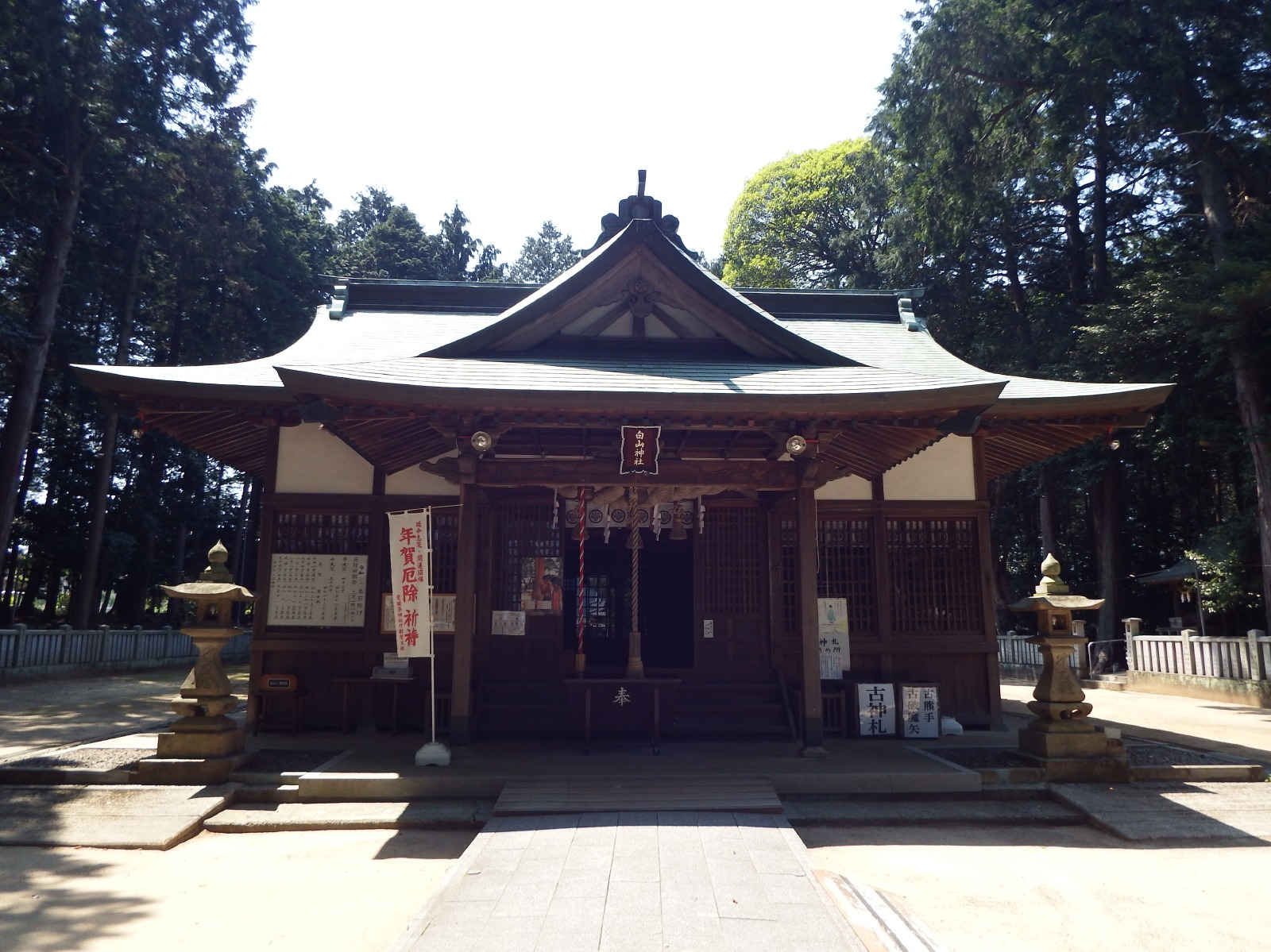
本殿拝殿

加賀の白山比咩神社の分霊を役小角が697年（文武元年）8月この地に勧請し白山大権現と称し広く産土神として信仰された。神仏習合時代の別当は白山水谷寺であったが、明治初年の神仏分離令により寺院部分は奈良天台寺に帰り、当地は白山神社として現在に至る。
平成9年には鎮座より1300年を迎えるにあたり、本殿などを改修する。
10月中旬の秋季例祭である新居浜太鼓祭りのときは、正面石段の右側のスロープより本殿の壇まで周辺の地区の太鼓台3台が上がり担ぎ上げられる。

## 境内
- 旧国道脇の鳥居
- 二の鳥居
- 本殿拝殿
- 御神楠：樹高約30m、幹周約6m
- 境内社
  - 風守神社・姫宮神社（祠）
  - 恵比須神社（祠）
  - 神奈備社（祠）
  - 風神社・若宮八幡神社（祠）

## 交通アクセス
- JR予讃線 新居浜駅から北西へ約3km。
- せとうちバス 西之端バス停から境内前まで0.6km。